# Bosque
Bosque är en kommun i Spanien.   Den ligger i provinsen Provincia de Cádiz och regionen Andalusien, i den södra delen av landet, 400 km söder om huvudstaden Madrid. Antalet invånare är 2 070. Arean är 31 kvadratkilometer. Bosque gränsar till Prado del Rey, Zahara de la Sierra, Grazalema, Benaocaz och Arcos de la Frontera. 
Terrängen i Bosque är kuperad åt nordost, men åt sydväst är den platt.